# Leiobunum townsendi
Leiobunum townsendi is een hooiwagen uit de familie Sclerosomatidae.